# Medalha Heinrich Hertz IEEE
A Medalha Heinrich Hertz IEEE (em inglês:  IEEE Heinrich Hertz Medal) foi um prêmio em ciências concedido pelo Instituto de Engenheiros Eletricistas e Eletrônicos (IEEE) por conquistas de destaque na área das ondas eletromagnéticas. A medalha foi denominada em memória do físico alemão Heinrich Hertz, proposta a primeira vez em 1986 pela Regional 8 do IEEE (Alemanha) em um reconhecimento centenário do trabalho de Hertz sobre a teoria da radiação eletromagnética de 1886 a 1891. Foi concedida a primeira vez em 1988, sendo concedida anualmente até 2001.

## Recipientes
- 1988: Hans-Georg Unger (Universidade Técnica de Braunschweig, Alemanha)
- 1989: Nathan Marcuvitz (Instituto Politécnico da Universidade de Nova Iorque, Estados Unidos)
- 1990: John Daniel Kraus (Universidade Estadual de Ohio, Estados Unidos)
- 1991: Leopold B. Felsen (Instituto Politécnico da Universidade de Nova Iorque, Estados Unidos)
- 1992: James R. Wait (Universidade do Arizona, Estados Unidos)
- 1993: Kenneth Budden (Laboratório Cavendish, Universidade de Cambridge, Reino Unido)
- 1994: Ronald Newbold Bracewell (Universidade Stanford, Estados Unidos)
- 1995: Jean Van Bladel (Universidade de Ghent, Bélgica)
- 1996: Martin Allan Uman (Universidade da Flórida, Estados Unidos)
- 1997: Owen Storey (Universidade Stanford, Estados Unidos)
- 1998: Chen To Tai (Universidade de Michigan, Estados Unidos)
- 1999: Akira Ishimaru (Universidade de Washington, Estados Unidos)[1]
- 2000: Arthur A. Oliner (Instituto Politécnico da Universidade de Nova Iorque, Estados Unidos)
- 2001: Adrianus de Hoop (Universidade Técnica de Delft, Países Baixos)